# 巴列斯
巴列斯，是西班牙巴伦西亚自治区巴伦西亚省的一个市镇。总面积1平方公里，总人口96人（2001年），人口密度96人/平方公里。